# AR Волка
AR Волка (лат. AR Lupi) — одиночная переменная звезда в созвездии Волка на расстоянии приблизительно 4085 световых лет (около 1253 парсеков) от Солнца. Видимая звёздная величина звезды — от +14,3m до +12,6m.

## Характеристики
AR Волка — жёлтая пульсирующая переменная звезда типа RR Лиры (RR:) спектрального класса G. Радиус — около 2,14 солнечных, светимость — около 4,86 солнечных. Эффективная температура — около 5864 K.